# Індивідуальний Чемпіонат Європи зі спідвею
Індивідуальний Чемпіонат Європи зі спідвею — змагання зі спідвею, які щорічно організовуються FIM Europe з 2001 року.
У чемпіонаті Європи беруть участь спортсмени з усіх європейських країн. У 2001–2012 роках найкращі гонщики світу, які брали участь у циклі Гран-прі, не могли брати участі у чемпіонаті Європи. У 2013 році вперше в історії взяли участь учасники циклу Гран-прі, завдяки чому зацікавлення цими змаганями зросла. Відтоді чемпіонат рекламується під назвою Speedway Euro Championship (SEC).

## Історія
До 2012 року в змаганнях брали участь учасники, яких часто було важко знайти на найбільших міжнародних змаганнях. Лише після того, як чемпіонат перейшов до One Sport, він отримав престиж, на який заслуговував. Особистий чемпіонат Європи 2013 року набув нової якості. Замість одноденного фіналу найкращі гонщики від тепер змагаються за титул у серії з чотирьох фінальних турнірів.
Компанія One Sport – організатор Speedway Euro Championship та Speedway Best Pairs – запросила Томаша Голлоба, Нікі Педерсена та Еміля Сайфутдінова взяти участь у першому випуску. Незважаючи на кілька очок переваги перед останнім турніром у Жешуві, золоту медаль завоював не Нікі Педерсен, а Мартін Вацулік, який блискуче проїхав того дня. 18 очок словака і слабший вситуп Нікі призвели до того, що Вацулік виграв золото чемпіонату Європи 2013 року.
2014 належав Емілю Сайфутдінову. Так росіянин завершив розпочату торік справу. Після двох турнірів він здобув дві перемоги і впевнено йшов до золота, але трапилася серйозна травма, через яку він завершив сезон. У тому сезоні Сайфутдінов завершив справу, розпочату роком раніше. Золото чемпіонату Європи він присвятив своєму покійному батькові, а в наступному циклі хотів захистити титул і увійти в історію чемпіонатів Європи.
Змагання SEC 2015 знову пройшли під диктовку. Сайфутдінов з самого початку їхав дуже стабільно, але головне на найвищому рівні. Найкраще про це свідчать блискучі змагання в Торуні чи шведській Кумлі, де він заробив сет із 18 очок (з 18 можливих). росіянин вдруге поспіль піднявся на найвищу сходинку п'єдесталу пошани.
Цикл SEC 2016 був надзвичайно захоплюючим і, перш за все, збалансованим. Боротьба за титул особистого чемпіона Європи та за місце в серії Євро-чемпіонату зі спідвею наступного року точилася до останнього заїзду фінального раунду, який проходив у Рибніку. Нарешті, титул чемпіона Європи здобув датчанин Нікі Педерсен, а дворазовий особистий чемпіон Європи росіянин Еміль Сайфутдінов не потрапив навіть до першої п'ятірки.
| Рік  | Золото              | Срібло             | Бронза               |
| ---- | ------------------- | ------------------ | -------------------- |
| 2001 | Bohumil Brhel       | Mariusz Staszewski | Krzysztof Cegielski  |
| 2002 | Magnus Zetterström  | Krzysztof Kasprzak | Rafał Szombierski    |
| 2003 | Krzysztof Kasprzak  | Sławomir Drabik    | Magnus Zetterström   |
| 2004 | Matej Žagar         | Matej Ferjan       | Hans Andersen        |
| 2005 | Jesper Bruun Jensen | Aleš Dryml         | Kai Laukkanen        |
| 2006 | Krzysztof Jabłoński | Grzegorz Walasek   | Christian Hefenbrock |
| 2007 | Jurica Pavlic       | Sebastian Ułamek   | Patrick Hougaard     |
| 2008 | Matej Žagar         | Sebastian Ułamek   | Mads Korneliussen    |
| 2009 | Rienat Gafurow      | Andrij Karpow      | Aleš Dryml           |
| 2010 | Sebastian Ułamek    | Aleš Dryml         | Andrij Karpow        |
| 2011 | Grigorij Łaguta     | Tomasz Gapiński    | Aleš Dryml           |
| 2012 | Aleš Dryml          | Robert Miśkowiak   | Andrij Karpow        |
| 2013 | Martin Vaculík      | Nicki Pedersen     | Grigorij Łaguta      |
| 2014 | Emil Sajfutdinow    | Peter Kildemand    | Nicki Pedersen       |
| 2015 | Emil Sajfutdinow    | Nicki Pedersen     | Antonio Lindbäck     |
| 2016 | Nicki Pedersen      | Václav Milík       | Krzysztof Kasprzak   |
| 2017 | Andžejs Ļebedevs    | Artiom Łaguta      | Václav Milík         |
| 2018 | Leon Madsen         | Jarosław Hampel    | Robert Lambert       |
| 2019 | Mikkel Michelsen    | Grigorij Łaguta    | Leon Madsen          |
| 2020 | Robert Lambert      | Leon Madsen        | Grigorij Łaguta      |
| 2021 | Mikkel Michelsen    | Leon Madsen        | Patryk Dudek         |
| 2022 | Leon Madsen         | Janusz Kołodziej   | Mikkel Michelsen     |
| 2023 |                     |                    |                      |

## Медальний залік

### За учасниками
Жирним шрифтом - позначені гонщики, які продовжують кар'єру у спідвеї.
| Місце. | Учасник              | Роки      | Золото | Срібло | Бронза | Разом |
| ------ | -------------------- | --------- | ------ | ------ | ------ | ----- |
| 1.     | Leon Madsen          | 2018–2022 | 2      | 2      | 1      | 5     |
| 2.     | Mikkel Michelsen     | 2019–2022 | 2      | –      | 1      | 3     |
| 3.     | Matej Žagar          | 2004–2008 | 2      | –      | –      | 2     |
| 3.     | Emil Sajfutdinow     | 2014–2015 | 2      | –      | –      | 2     |
| 5.     | Aleš Dryml           | 2005–2012 | 1      | 2      | 2      | 5     |
| 6.     | Nicki Pedersen       | 2013–2016 | 1      | 2      | 1      | 4     |
| 7.     | Sebastian Ułamek     | 2007–2010 | 1      | 2      | –      | 3     |
| 8.     | Grigorij Łaguta      | 2011–2020 | 1      | 1      | 2      | 4     |
| 9.     | Krzysztof Kasprzak   | 2002–2016 | 1      | 1      | 1      | 3     |
| 10.    | Magnus Zetterström   | 2002–2003 | 1      | –      | 1      | 2     |
| 10.    | Robert Lambert       | 2018–2020 | 1      | –      | 1      | 2     |
| 12.    | Bohumil Brhel        | 2001      | 1      | –      | –      | 1     |
| 12.    | Jesper Bruun Jensen  | 2005      | 1      | –      | –      | 1     |
| 12.    | Krzysztof Jabłoński  | 2006      | 1      | –      | –      | 1     |
| 12.    | Jurica Pavlic        | 2007      | 1      | –      | –      | 1     |
| 12.    | Rienat Gafurow       | 2009      | 1      | –      | –      | 1     |
| 12.    | Martin Vaculík       | 2013      | 1      | –      | –      | 1     |
| 12.    | Andžejs Ļebedevs     | 2017      | 1      | –      | –      | 1     |
| 19.    | Андрій Карпов        | 2009–2012 | –      | 1      | 2      | 3     |
| 20.    | Václav Milík         | 2016–2017 | –      | 1      | 1      | 2     |
| 21.    | Mariusz Staszewski   | 2001      | –      | 1      | –      | 1     |
| 21.    | Sławomir Drabik      | 2003      | –      | 1      | –      | 1     |
| 21.    | Matej Ferjan         | 2004      | –      | 1      | –      | 1     |
| 21.    | Grzegorz Walasek     | 2006      | –      | 1      | –      | 1     |
| 21.    | Tomasz Gapiński      | 2011      | –      | 1      | –      | 1     |
| 21.    | Robert Miśkowiak     | 2012      | –      | 1      | –      | 1     |
| 21.    | Peter Kildemand      | 2014      | –      | 1      | –      | 1     |
| 21.    | Artiom Łaguta        | 2017      | –      | 1      | –      | 1     |
| 21.    | Jarosław Hampel      | 2018      | –      | 1      | –      | 1     |
| 21.    | Janusz Kołodziej     | 2022      | –      | 1      | –      | 1     |
| 31.    | Krzysztof Cegielski  | 2001      | –      | –      | 1      | 1     |
| 31.    | Rafał Szombierski    | 2002      | –      | –      | 1      | 1     |
| 31.    | Hans Andersen        | 2004      | –      | –      | 1      | 1     |
| 31.    | Kai Laukkanen        | 2005      | –      | –      | 1      | 1     |
| 31.    | Christian Hefenbrock | 2006      | –      | –      | 1      | 1     |
| 31.    | Patrick Hougaard     | 2007      | –      | –      | 1      | 1     |
| 31.    | Mads Korneliussen    | 2008      | –      | –      | 1      | 1     |
| 31.    | Antonio Lindbäck     | 2015      | –      | –      | 1      | 1     |
| 31.    | Patryk Dudek         | 2021      | –      | –      | 1      | 1     |

### По країнах
| Місце | Країна          | Золото | Срібло | Бронза | Разом |
| ----- | --------------- | ------ | ------ | ------ | ----- |
| 1.    | Данія           | 6      | 5      | 6      | 17    |
| 2.    | росія           | 4      | 2      | 2      | 8     |
| 3.    | Польща          | 3      | 10     | 4      | 17    |
| 4.    | Чехія           | 2      | 3      | 3      | 8     |
| 5.    | Словенія        | 2      | 1      | –      | 3     |
| 6.    | Швеція          | 1      | –      | 2      | 3     |
| 7.    | Велика Британія | 1      | –      | 1      | 2     |
| 8.    | Хорватія        | 1      | –      | –      | 1     |
| 8.    | Словаччина      | 1      | –      | –      | 1     |
| 8.    | Литва           | 1      | –      | –      | 1     |
| 11.   | Україна         | –      | 1      | 2      | 3     |
| 12.   | Фінляндія       | –      | –      | 1      | 1     |
| 12.   | Німеччина       | –      | –      | 1      | 1     |